# Niuserre-Pyramide
Die Niuserre-Pyramide des ägyptischen Pharao Niuserre befindet sich in Abusir, unmittelbar nordöstlich der Neferirkare-Pyramide. Bei einer Basislänge von knapp 79 m war sie 51,58 m hoch. Das ist eine Neigung von 22 Fingern auf eine Elle. Diese Neigung entspricht der Neigung der Cheops-Pyramide. Der 7-stufige Pyramidenkern war ursprünglich mit Kalkstein verkleidet.

## Baudetails
Von der Mitte der Nordseite führt ebenerdig ein leicht abfallender Gang zu einer Kammer, hinter der drei Granitblöcke den weiteren Zugang zur Grabkammer versperren sollten. Vorkammer und Sargkammer liegen vom Gang abgewinkelt auf Bodenniveau im Zentrum der Pyramide. Wie üblich bilden drei Lagen mit Kalksteinbalken die Decken, und auch die Kammern selbst waren mit Kalkstein verkleidet. Spuren einer Bestattung waren nicht ersichtlich, als Ludwig Borchardt die Pyramide erstmals betrat.

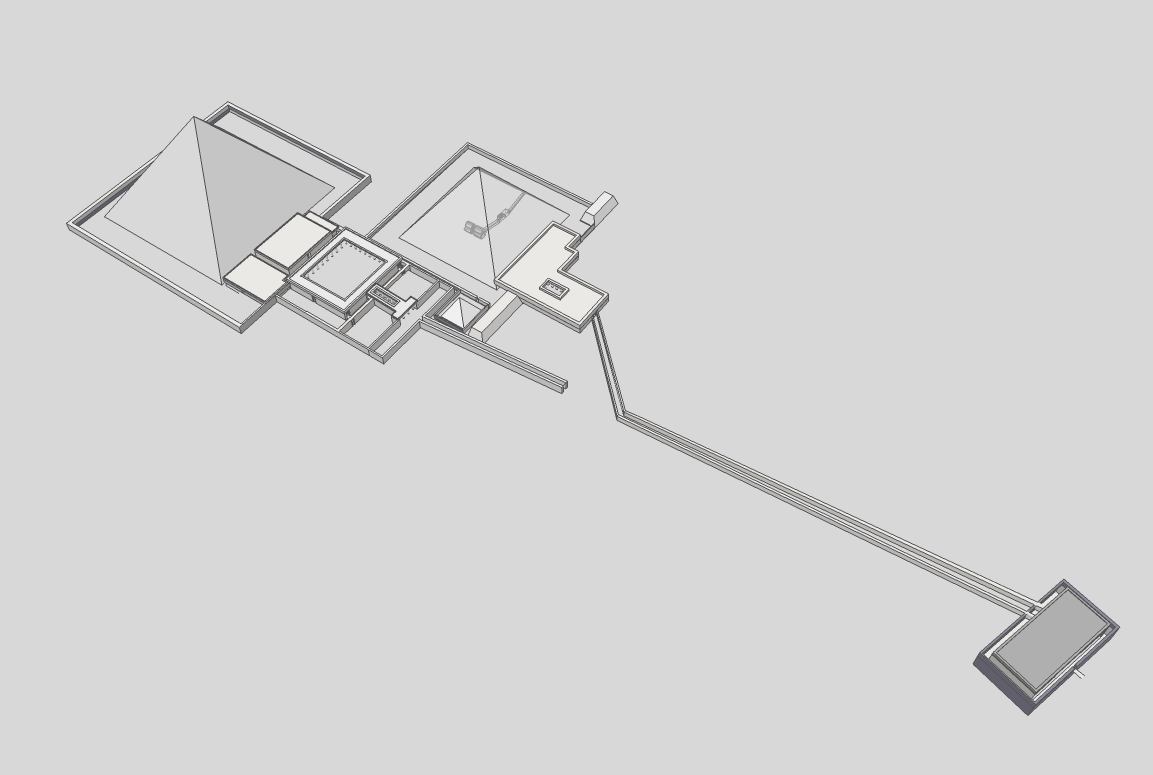
Isometrische Ansicht der Pyramiden des Neferirkare (links) und des Niuserre
Grundriss der Niuserre-Pyramide

## Der Pyramidenbezirk
Die Mauer um den Pyramidenbezirk schloss eine Kultpyramide südöstlich ein und weist im Osten zwei massiv gemauerte Blöcke auf, die vielleicht die Vorgänger von Pylonen waren.
Niuserre hat seine Pyramidenanlage auf beengtem Raum gebaut, vermutlich weil er auch noch verantwortlich war für die Fertigstellung der Bezirke des Neferirkare, Raneferef und der Chentkaus II. in unmittelbarer Nachbarschaft. So usurpierte er kurzerhand den begonnenen Taltempel und Aufweg des Neferirkare und führte diesen abknickend zum eigenen Pyramidentempel.
Wie bei den anderen Pyramiden ist dieser östlich vorgelagert, allerdings aus Platzgründen seitlich versetzt. Basalt und Rosengranit waren die bevorzugten Materialien bei der Konstruktion der Tempelanlage, die Kalksteinwände waren mit farbigen Reliefs bemalt.